# Ікебана

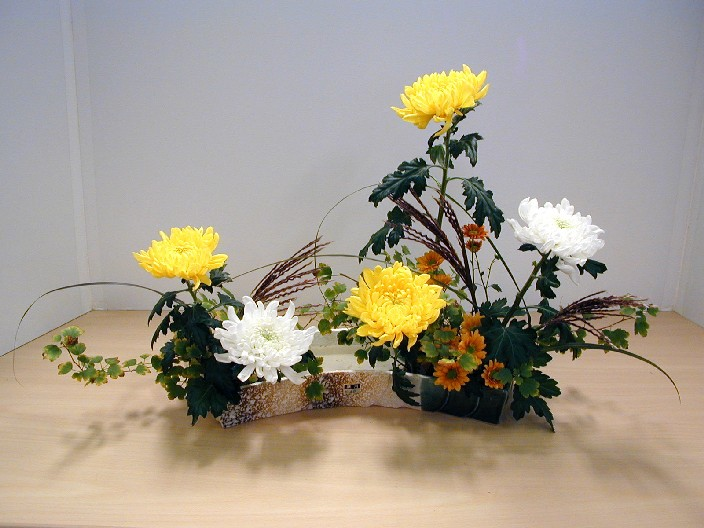
Ікебана школи Рінпа.

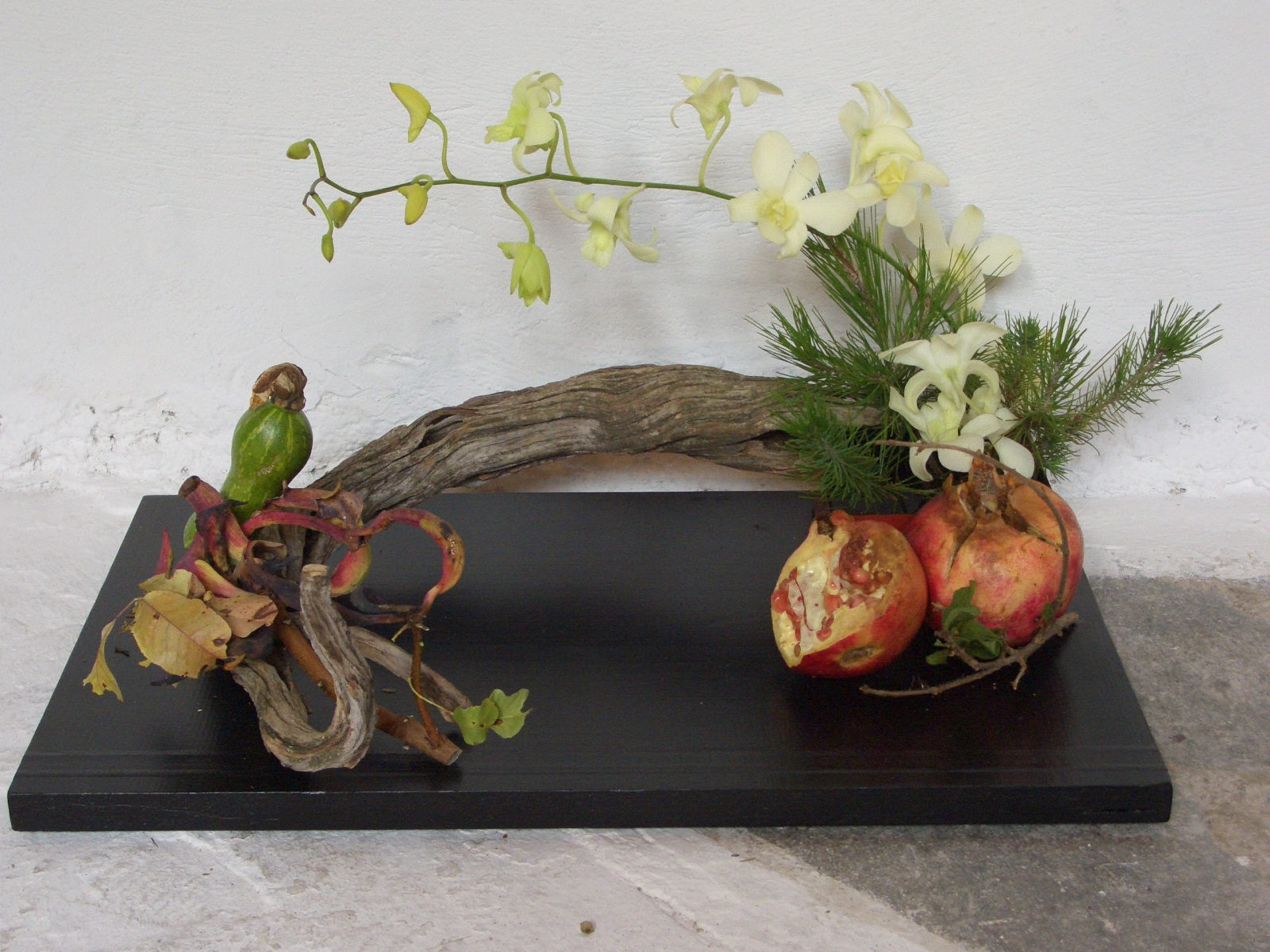
Ікебана

Ікебана (яп. 生け花, 活け花, いけばな, «живі квіти») — традиційне мистецтво аранжування квітів у Японії. Ікебана зародилася в Китаї в VII столітті. Її винайшов священник-буддист. Спочатку вона використовувалася як підношення богам, Буддам і створювалася тільки ченцями. У наш час цим займаються в основному жінки, але в давнину цим займалися виключно чоловіки-ченці. Згодом ікебану перейняли японці, і, як це часто бувало, вони переробили її на свій лад, і розвинули це мистецтво. Сьогодні японські й китайські ікебани значно відрізняються одна від одної.

## Назва
Назва ікебани змінювалася в різні епохи, залежно від назви стилю аранжування. Так, у середньовіччі оселю прикрашали квітами без підставок і ваз, тому в цей час ікебана була відома як татехана (立花, «виставлені квіти»). У 17 столітті, з поширенням моди на все китайське, назву змінили на китайський лад — рікка (立花, «виставлені квіти»). Водночас з розвитком чайної церемонії з'явився «чайний стиль» аранжування квітів під назвою хана (квітка), від якого походила інша назва ікебани — о-хана (御花). З 18 століття японці почали прикрашати домівки квітами, виставляючи їх у вазах, у манері наґеірехана　(抛入花). Від неї зародився новий стиль аранжування ікебана — «живі квіти», букет в якому символізував єдність «конфуціанської трійці»: Неба, Землі і Людини (三才). Згодом назва цього стилю стала загальною назвою для позначення усіх традиційних японських методів аранжування квітів.
У наш час ікебану вивчають не тільки в Японії, а і за її межами. У багатьох країнах світу існують філії японських шкіл ікебани. В країнах СНД також працює Філія Інституту ікебани Ікенобо. Її очолює професор Ямада Мідорі.
Ямада Мідорі все своє життя віддала ікебані — ще в дитинстві почавши вивчати це мистецтво, вона вже біля півстоліття професійно займається ним. Довгий час вона викладала ікебану в Японії: спочатку в рідному місті Камакурі, а потім в Токіо, в Інституті ікебани Ікенобо. 1991 року Ямада Мідорі приїхала до Росії та організувала в Москві свою школу, яка в 1996 р. отримала офіційний статус Філії Інституту ікебани Ікенобо в країнах СНД. Зараз філія має свої відділення як в Росії, так і за її межами — в Україні, Молдові, Казахстані.
Професор Ямада Мідорі — унікальна людина. Вона майстерно володіє багатьма традиційними мистецтвами, а в п'яти з них є професором: в ікебані, чайній церемонії, каліграфії, грі на музичному інструменті кото, мистецтві складання ароматів. Крім того, вона має другий дан в бойовому мистецтві володіння нагінатою (жіноча зброя).
З 1994 р. Ямада Мідорі щороку приїздить до Києва з демонстраціями ікебани. За її активного сприяння в 1999 р. було організовано Київське відділення Філії Інституту ікебани Ікенобо — спочатку як курси ікебани при Посольстві Японії в Україні. Зараз ці курси працюють в Українсько-Японському центрі КПІ.
Окрім цього впродовж 19 — 20 століття як синоніми ікебани використовувалися назви кадо (花道, «шлях квітів»), морібана (盛り花, «нагромаджені квіти»), дзію-бана (自由花, «вільні квіти») тощо.
Ікебана привертає увагу українців як частина загадкової культури Японії, як можливість доторкнутися до давніх традицій Сходу. Вивчаючи ікебану, людина вчиться бачити красу в простоті та природності, навчитись терпіння, поважному ставленню не тільки до інших людей, а й до рослин, до природи. Композиції майстрів ікебани дуже витончені, навіть скромні, але мають внутрішню силу, яка проявляється не в кількості яскравих квітів, а в гармонії форм і кольорів, де композиція являє одне ціле, але видно красу кожної квітки.